# Biloșîțka Sloboda, Koriukivka
Biloșîțka Sloboda (în ucraineană Білошицька Слобода) este localitatea de reședință a comunei Biloșîțka Sloboda din raionul Koriukivka, regiunea Cernihiv, Ucraina.

## Demografie
Componența lingvistică a localității Biloșîțka Sloboda
     Ucraineană (98,94%)
     Rusă (1,06%)
Conform recensământului din 2001, majoritatea populației localității Biloșîțka Sloboda era vorbitoare de ucraineană (98,94%), existând în minoritate și vorbitori de rusă (1,06%).